# Wachet! betet! betet! wachet!

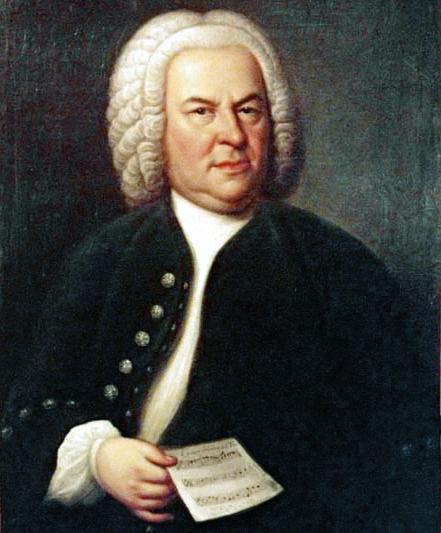
Johann Sebastian Bach

Wachet! betet! betet! wachet! (BWV 70) is een religieuze cantate gecomponeerd door Johann Sebastian Bach, bedoeld voor de tweede zondag van de Advent.

## Programma
Deze cantate werd oorspronkelijk geschreven in Weimar voor de 2e zondag van de Advent (genoemd cantate BWV 70a). Zij werd voor het eerst uitgevoerd op 6 december 1716. Op deze 2e Adventszondag van het kerkelijk jaar drukt men de verwachting van de geboorte uit en roept Johannes op tot bekering. Deze cantate is ons overgeleverd in een uitgebreidere versie voor de 26e zondag na Trinitatis in Leipzig, uitgevoerd op 21 november 1723 (genoemd cantate BWV 70). Dit omdat in Leipzig vanaf de 2de tot op de 4e Adventszondag geen cantate klonk, herschreef Bach het werk voor een andere zondag van het kerkelijk jaar, in dit geval voor de 26e zondag na Trinitatis. Daarbij breidde hij de cantate uit met een aantal recitatieven (gebaseerd op de Bijbellezingen van die zondag) tussen de reeds gecomponeerde aria's.
Deze cantate behoort tot de zogenoemde "eerste cantatejaargang" van de jaren 1723-1724.
Bijbellezingen:
Voor de 2e Adventszondag
- Romeinen 15, 4-13 (Neemt elkaar aan zoals ook Christus ons heeft aangenomen)
- Lucas 21, 25-36 (Mijdt de slaap op elk tijdstip biddend dat ge sterk moogt zijn).

Voor de 26e zondag na Trinitatis
- 2 Petrus 3, 3-13 (Maar wij verwachten zoals hij heeft aangekondigd "een nieuwe hemel en een nieuwe aarde" waarin gerechtigheid woont)
- Matteüs 25,31-46 (En wanneer de Mensenzoon komt in zijn glorie en alle engelen met hem, dan zal Hij gaan zitten op de troon van zijn glorie en zullen voor zijn aanschijn worden samengebracht alle volkeren)

## Tekst
De adventscantate is gebaseerd op een oorspronkelijk gedicht (1716) van Salomon Franck (1659-1725), vermoedelijk voor de delen 1, 3, 5, 8, 10 en 11 (genoemd BWV 70a). De overige delen (recitatieven en koraal) zijn later in Leipzig door een onbekende tekstdichter toegevoegd. De cantate is verdeeld in twee delen, zodat men hem als omraming van de preek kon uitvoeren. Zo vormde het eerste cantatedeel de overgang naar de preek, terwijl het tweede deel als een soort coda na de preek klonk.
1 Openingskoor

Wachet! betet! betet! wachet!

Seid bereit

Allezeit,

Bis der Herr der Herrlichkeit

Dieser Welt ein Ende machet.
2 Recitatief (bas)

Erschrecket, ihr verstockten Sünder!

Ein Tag bricht an,

vor dem sich niemand bergen kann.

Er eilt mir dir zum strengen Rechte,

o sündliches Geslechte,

zum ewgen Herzeleide.

Doch euch, erwählte Gotteskinder,

ist er ein Anfang wahrer Freude.

Der Heiland holet euch, wenn alles fällt und bricht,

vor sein erhöhtes Angesicht:

drum saget nicht. 
3 Aria (alt)

Wenn komt der Tag, an dem wir ziehen

Aus dem Ägypten deser Welt?

Ach! Laßt uns bald aus Sodom fliehen,

Eh uns dat Feuer überfällt.

Wacht, Seelen, auf von Sicherheit

Und glaubt: est ist die letzte Zeit. 
4 Recitatief (tenor)

Auch bei dem himmlischen Verlangen

hält unser Leib den Geist gelangen;
es legt die Welt durch ihre Tücke

den Frommen Netz und Stricke.

Der Geist ist willig

doch das Fleisch ist schwach:

dies preßt uns aus ein jammervolles: Ach!
5 Aria (sopraan)

Laßt der Spötter Zungen schmähen,

Es wird doch und muß geschehen,

Daß wir Jesum werden sehen

Auf den Wolken, in den Höhen.

Welt und Himmel mag vergehen,

Christi Wort muß fest bestehen.

Laßt der Spötter Zungen Schmähen!
6 Recitatief (tenor)

Jedoch bei dem unartigen Geschlechte

denkt Gott an seine Knechte,

daß diese böse Art

sie ferner nicht verletzet,

indem er sie in seiner Hand bewahrt

und in ein himmlisch Eden setzet.
7 Koraal

Freu dich sehr, o meine Seele,

Und vergiß all Not und Qual,

Weil dich nun Christus, dein Herre,

Ruft aus diesem Jammertal.

Seine Freud und Herrlichkeit

sollst du sehn in Ewigkeit,

Mit den Engeln jubilieren,

In Ewigkeit triumphieren.
Tweede Deel
8 Aria (tenor)

Hebt euer Haupt empor,

Und seid getrost,ihr Frommen,

Zu euer Seelen Flor.

Ihr sollt in Eden grünen,

Gott ewiglich zu dienen.
9 Recitatief (Bas en koor)

Ach, soll nicht dieser große Tag,

der Welt Verfall

und der Posaunen Schall

der unerhörte letzte Schlag,

des Richters augesprochne Worte,

des Höllenrachens offne Pforte

in meinem Sinn

viel Zweifel, Furcht und Schrecken,

der ich ein Kind der Sünde bin,

erwecken?

Jedoch, es gehet meiner Seelen

ein Freudenschein, ein Licht des Trostes auf.

Der Heiland kann sein Herze nicht verhehlen,

so vor Erbarmen bricht,

sein Gnadenarm verläßt mich nicht.

Wohlan! so ende ich met Freuden meinen Lauf.
10 Aria (bas)

Seligster Erquickungs-Tag,

Führe mich zu deinen Zimmern.

Schalle, knalle, letzter Schlag!

Welt und Himmel geht zu Trümmern!

Jesus führet mich zur Stille,

An den Ort, da Lust die Fülle.
11 Koor

Nicht nach Welt,nach Himmel nicht

Meine Seele wünscht und sehnet,

Jesum wünscht ich und sein Licht,

Der mich hat mit Gott versöhnet,

Der mich freiet vom Gericht,

Meinen Jesum laß ich nicht. 

## Muzikale bezetting (latere versie)
Trompet, hobo, viool 1 en 2, altviool en basso continuo (inbegrepen fagot, violoncello en orgel)

## Toelichting
Wachten, waken en verwachten speelt een overheersende rol in deze cantate: verwachting van de komst van de Heer of de finale Wederkomst. Eerst als kind bij Kerstmis, Redder en Heiland, later als Rechter met donderend geweld, gezeten op wolken, met bazuingeschal bij het "Dies Irae". Bachs klankrijke beeldspraak werkt hier adembenemend:
Deel 1
- In het openingskoor blazen de bazuinen, herhaalt het orkest vinnig de akkoorden, zingen de vier stemmen zich uit in een nerveuze hectiek, spettert het gesis van alle medeklinkers in "allezeit, seid bereit" als vlammen om je oren.
- In het basrecitatief (vers 2) bedreigt men de verstokte zondaars met de eeuwige duisternis. De aarde beeft en trilt, huiveringwekkend siddert het orkest. Uit dat inferno begeleidt de Redder zijn getrouwen naar de eeuwigdurende vreugde.
- In de derde altaria smeekt men om bevrijding uit de vuurzee, onzeker tastend naar een houvast in het geloof. Een vage herinnering aan de aria "Komm, Jesu, kom" uit cantate 61.
- In het recitatief (vers 4) worden wij herinnerd aan de gedachte dat de geest gewillig is, maar het vlees zwak.
- In een dansante ritmiek klinkt in de sopraanaria (deel 5) wanhoop en radeloosheid door. Maar hemel en aarde mogen vergaan, Zijn woord blijft bestaan met een lang klinkende grondtoon.
- Eindelijk klinkt het "Jedoch" in het tenorrecitatief van deel 6.
- Het kwade zal toch niet overwinnen. De gemeente waagt het om het koraal Freu dich sehr, o meine Seele (vers 7) in aardse vierstemmigheid te zingen.

Deel 2
- Na deze overdosis van vocaal en instrumentaal geweld biedt troost een alternatief. In de toonsoort G grote terts, toonsoort van de hoop, van groene velden en weiden, zaait de tenor (in vers 8 - 2e deel) troost uit over de aarde. In je verbeelding zie je hem wandelen op de voortdurende beweging van de basso continuo.
- Het recitatief vers 9, is een indrukwekkende plastische verklanking van "de kwade dag, de dag der dagen....", het Dies irae, als de gehele schepping beeft, op haar grondvesten trilt, vuur uit de hemel neerdaalt en de poorten der hel openvliegen. Al sidderend in angst en beven vreest de mens het ergste. Als het verlossende woord klinkt dan uit de wolken de stem van de Redder en zingt over erbarmen, heelmaken en genade. Wij vinden de vrede terug.
- In de basaria van vers 10 is de omslag duidelijk, nog eenmaal heft de slang haar kop en klinkt het noodsignaal in de trompet. Dan daalt de stilte langzaam over de schepping.
- In volmaakte zevenstemmigheid gaan wij in het afsluitend koor op in de eeuwige vrede, in Paradisum deducant te angeli... (als in het Paradijs de engelen u zullen begeleiden). Wij verzoenen ons met God in het voetspoor van de Redder die ons is voorgegaan.